# Ciutat Vella
Ciutat Vella (Nederlands: Oude Stad) is het historische centrum van Barcelona.
Het omvat de wijken Barri Gòtic (Spaans: Barrio Gótico), met bezienswaardigheden en monumenten, El Raval en El Born (Spaans: El Borne), een hippe buurt in het centrum met exclusievere kledingboetiekjes en trendy bars. Ook de van oorsprong vissersbuurt La Barceloneta en het oude gedeelte van de haven van Barcelona horen bij dit district.
Ciutat Vella wordt twee keer verticaal doormidden gesneden door La Rambla en door Via Laietana. Het district biedt een uitgebreid aanbod van winkels, restaurants en nachtleven, variërend van hardrockbars tot chique nachtclubs.